# Arnd Wesemann
Arnd Wesemann (* 1961 in Köln) ist ein deutscher Theaterwissenschaftler und Tanzjournalist.

## Leben
Nach dem Studium der Angewandten Theaterwissenschaft in Gießen hat er als freier Journalist über Theater, Tanz und digitale Medien für internationale Fachzeitschriften und in den Feuilletons großer Tageszeitungen berichtet – u. a. für Frankfurter Allgemeine Zeitung, Süddeutsche Zeitung, Frankfurter Rundschau und die tageszeitung.
1997 wurde er Redakteur der in Berlin verlegten Fachzeitschrift Ballett international tanz aktuell (später: ballettanz., heute tanz). 2022 gründete er das journalistische Digitalprojekt tanz.dance, das mit dem Verfahren des digitalen Storytellings zweisprachige Reportagen und Monografien zu international relevanten Tanzthemen und Tanzschaffenden veröffentlicht.
2017 war er Mitgründer des Vereins tanz.media zur Förderung des Qualitätsjournalismus im Tanz, um Grundlagen zum Erhalt des Tanzjournalismus zu verbessern.

## Werke
- Jan Fabre (Reihe Regie im Theater), Fischer Taschenbuch Verlag, Frankfurt/M., 1994
- Datendummies und Netznomaden. Reportagen aus der Multimedia-Welt, Verlag Fannei & Walz, Berlin, 1996
- Immer Feste Tanzen, Transkript-Verlag, Bielefeld 2008
- Made in Bangladesh, Editie Leesmagazijn, Amsterdam 2014